# Alchemilla duthieana
Alchemilla duthieana é uma espécie de rosácea do gênero Alchemilla, pertencente à família Rosaceae.